# شاهزاده-اسقف

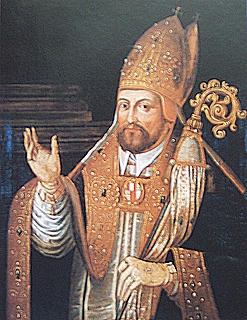
یوهان اتو فون گمینگن شاهزاده-اسقف آوگسبورگ (۱۵۹۱–۱۵۹۸)

شاهزاده-اسقف اسقفی است که حاکم برخی از اصول سکولار و مسئول اعمال حاکمیت بر این اصول است. یک شاهزاده-اسقف به طور معمول توسط پادشاه انتخاب میشد.
بعد از قرن چهارم و کم رنگ‌تر شدن قدرت سلطنت مطلقه ،در مواردی اسقف‌های سکولار جایگزین فرماندهان رومی میشدند تا بتوانند بر اجرا و تببین فرمان‌های سکولار در جامعه نظارت داشته باشند. با مرور زمان اسقفان از قوانین سکولار فاصله گرفته و خود را مستقل از مناطق و سرزمین‌های سکولار دانستند. همین امر سبب ناراضی شدن و کم رنگ شدن روابط بین رعیت و اسقف های بیشاب گردید.